# Zákon o zásluhách Andreje Hlinky

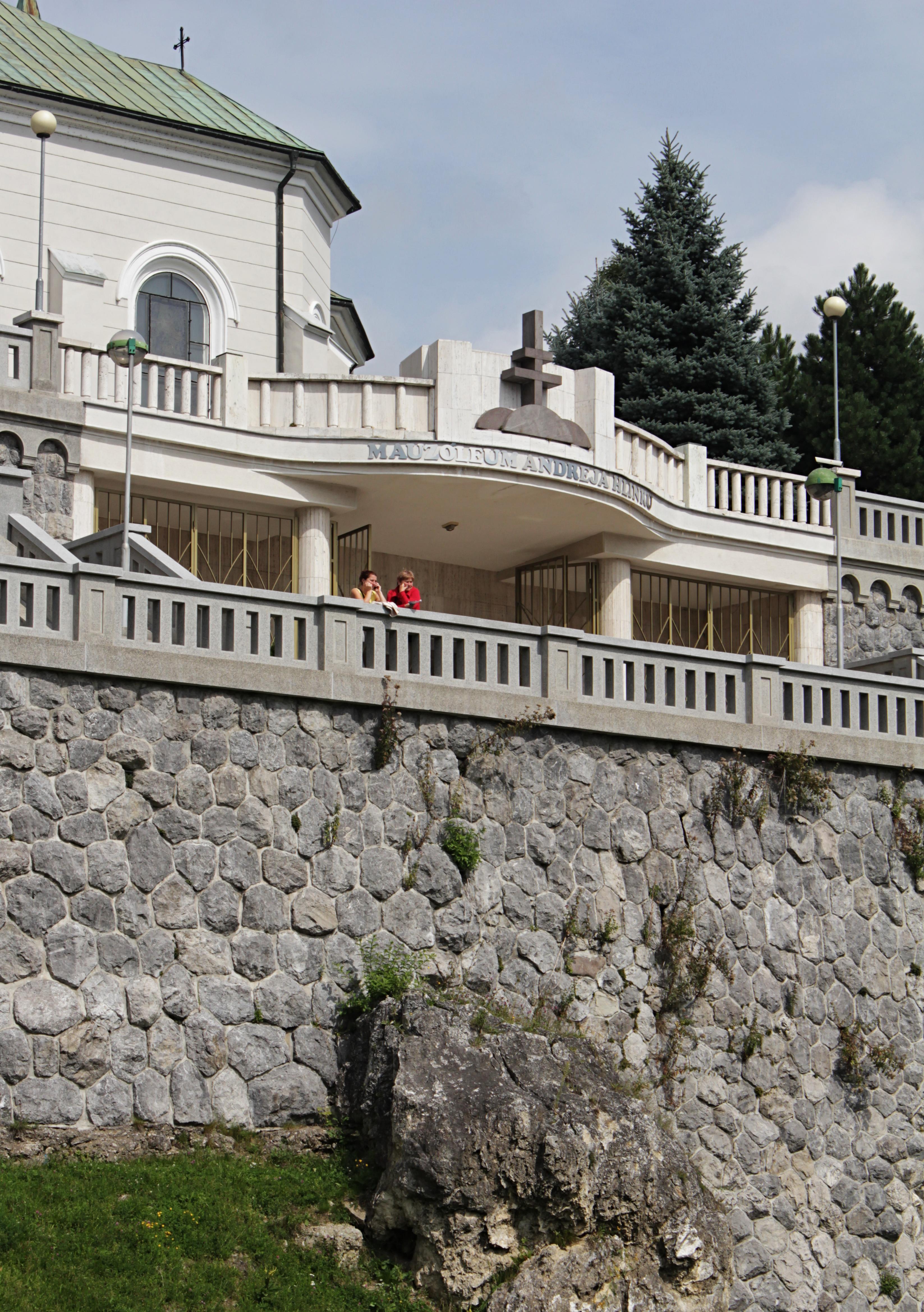
Mauzoleum Andreje Hlinky

Zákon o zásluhách Andreje Hlinky, neoficiálně zvaný lex Hlinka je slovenský zákon zakotvující zásluhy Andreje Hlinky o slovenský národ a Slovenskou republiku, přijatý Slovenským sněmem v dubnu 1939 a vyhlášený pod číslem 83/1939 Sl. z.  
Zákon stejného titulu byl v samostatném Slovensku přijat 24. listopadu 2007 s platností od 1. ledna 2008. Tento zákon zakotvuje, že se Andrej Hlinka mimořádně zasloužil o slovenský stát, že v budově Národní rady Slovenské republiky má být umístěna busta Andreja Hlinky a pamětní deska s textem: „Andrej Hlinka sa zaslúžil o slovenský národ a Slovenskú republiku“. Dále určuje památník Andreje Hlinky v Ružomberku jakožto pietní místo a ukládá každému se v okolí tohoto místa chovat tak, aby to nenarušilo jeho pokoj. V Hlinkově památníku (mauzoleu) v Ružomberku však spočívá jen jeho rakev, neboť tělo po válce zmizelo. Podoba zákona prošla různými kontroverzními jednáními, například o přiznání titulu „Otec národa“. Schvalování zákona provázely také demonstrace nespokojených občanů.